# Palmenella limicola
Palmenella limicola är en kräftdjursart som först beskrevs av Norman 1865.  Palmenella limicola ingår i släktet Palmenella och familjen Schizocytheridae. Inga underarter finns listade i Catalogue of Life.